# MODX
MODX(원래 이름: MODx)는 월드 와이드 웹과 인트라넷의 콘텐츠를 게시하기 위한 자유, 오픈 소스 저작물 관리 시스템이자 웹 애플리케이션 프레임워크이다. MODX는 GPL로 라이선스되어 있으며 PHP 프로그래밍 언어로 개발되었고 데이터베이스로 MySQL과 마이크로소프트 SQL 서버를 지원한다. 2007년에 팩트 퍼블리싱(Packt Publishing)의 "가장 신뢰성 있는 오픈 소스 콘텐츠 관리 시스템"으로 상을 받았다.

## 추가 문헌
- Wilkerson, W. Shawn (2012). 《MODX Revolution - Building the Web Your Way: A Journey Through a Content Management Framework》. Sanity Press. 622쪽. ISBN 978-0-9858532-0-4.
- Ray, Bob (2011). 《MODX: The Official Guide》. Dallas Texas: MODX Press. 752쪽. ISBN 978-0-9836194-0-6.
- MODX Community Japan (2007). 《MODX CMS: Create the best site!》 (일본어). SOTEKKU Inc. 335쪽. ISBN 978-4-88166-573-2.
- Spongle, Shane (2009). “Working With a Content Management Framework: MODX - NETTUTS”.
- Antano Solar John (2009). 《MODX Web Development》. Packt Publishing. 255쪽. ISBN 978-1-84719-490-9.